# Robby Gerhardt
Robby Gerhardt (* 10. April 1987 in Großröhrsdorf) ist ein ehemaliger deutscher Leichtgewichts-Ruderer. Sein größter Erfolg war der Gewinn der Goldmedaille im Leichtgewichts-Achter bei den Ruder-Weltmeisterschaften 2010. 
Von 2007 bis 2009 nahm Gerhardt dreimal in Folge im Leichtgewichts-Vierer ohne Steuermann an den U23-Weltmeisterschaften teil. Nachdem es 2007 mit dem siebten Platz nicht für eine Medaille reichte, konnte er 2008 U23-Vize-Weltmeister werden, 2009 gewann er, trainiert von Martin Strohmenger, mit Daniel Wisgott, Jan Lüke und Simon Berghofer Gold. In der offenen Altersklasse ruderte er erstmals bei den Ruder-Europameisterschaften 2008 in Athen, wo er im Leichtgewichts-Vierer ohne Steuermann den 10. Platz erreichte. Zwei Jahre später war er Mannschaftsmitglied des Leichtgewichts-Achters, der bei den Weltmeisterschaften in Neuseeland die Goldmedaille gewinnen konnte. Gerhard bemühte sich danach um eine Qualifikation für die Olympischen Sommerspiele 2012 in London, konnte sich jedoch nicht mehr für Auswahlboote des Deutschen Ruderverbandes qualifizieren. Nach jeweils einer Teilnahme am Ruder-Weltcup 2011 und 2012 beendete er seine aktive Karriere.
Gerhardt ruderte ab 2009 zusammen mit Daniel Wisgott, sein Verein ist der RC Germania Düsseldorf.

## Erfolge
- 2007: 7. Platz U23-Weltmeisterschaften im Leichtgewichts-Vierer ohne Steuermann
- 2008: 2. Platz U23-Weltmeisterschaften im Leichtgewichts-Vierer ohne Steuermann
- 2008: 10. Platz Europameisterschaften im Leichtgewichts-Vierer ohne Steuermann
- 2009: 1. Platz U23-Weltmeisterschaften im Leichtgewichts-Vierer ohne Steuermann
- 2010: 1. Platz Weltmeisterschaften im Leichtgewichts-Achter